# Alexandre d'Alentorn i de Botella
Alexandre d'Alentorn i de Botella (s. XVI - Barcelona? 1626) senyor de Seró, i nyerro reconegut. Fill d'Onofre d'Alentorn i d'Oms i germà del president de la Diputació del General Onofre d'Alentorn i de Botella, el seu pare el va designar hereu de la família després que el germà gran, Jeroni, hagués servit als exèrcits reials de Flandes.
Els Alentorn eren una família de nyerros enfrontada llargament des de feia dècades als magistrats reials. Com el seu pare, va participar activament de les bandositats nobiliàries del seu temps, i de fet fou acusat de tenir relacions amb la quadrilla del Sastre Domingo. També estava involucrat en violentes baralles familiars per qüestions de patrimoni. No en va l'advocat i historiador coetani Jeroni Pujades digué d'ell que tenia un caràcter "sempre violent".

## Activitat política
Fou diputat militar de la Diputació del General durant el trienni de 1614-1617, amb Ramon d'Olmera i d'Alemany com a diputat eclesiàstic president i Maties Joan Tomàs com a diputat reial. El 1604 va succeir el seu pare com a protector del braç militar i va ostentar el càrrec fins al 1623. El 1615 va mantenir una certa tensió amb Ramon d'Olmera, ja que aquest era partidari de permetre la presència de testimonis aliens a l'organisme durant el procés de designació de candidats als càrrecs de a Diputació, en canvi Alentorn s'hi oposava. Més tard, aquell mateix mes d'octubre, Alentorn es va quedar sol defensant les prerrogatives honorífiques de la Generalitat respecte al Consell de Cent, però va prevaldre la idea d'Olmera de cedir-les per tal de mantenir unit el front comú contra la política d'Alcalà.
La confrontació d'Alentorn, però, anava dirigida contra el poder reial. Sobre el tema de la persecució dels bandolers del país es va enfrontar amb el seu enemic mortal, el governador de Catalunya Aleix de Marimon (probablement cadell). De la mateixa manera es va oposar frontalment a les maneres inconstitucionals i repressives que va tenir el virrei Francisco Fernández de la Cueva, duc d'Alburquerque, entre 1616 i 1619. La seva constant activitat contra la tasca de la monarquia ha fet sospitar els historiadors que Alexandre d'Alentorn era el líder d'un autèntic partit anticort de Catalunya, en aquests sentit els mateixos dietaris de la Diputació recolliren aquestes paraules seves: "Totes estas coses apar que tiren a desviar-nos encara molt més del Rey, nostre señor, de que n'estam". De fet la perspectiva del poder reial castellà no diferia gaire sobre el seu paper: El vicecanceller del Consell d'Aragó deia en una carta dirigida al duc d'Alburquerque quan començava el seu mandat que diversos grups de poderosos catalans pretenien controlar la Diputació del General per protegir els seus interessos, i que el principal capitost era Alexandre d'Alentorn: el "neptuno i norte de este mar tempestuoso de la diputación".